# Гранольерс, Марсель
Марсель Гранольерс Пужоль (исп. Marcel Granollers Pujol; род. 12 апреля 1986, Барселона, Испания) — испанский теннисист, бывшая первая ракетка мира в парном разряде; победитель одного турнира Большого шлема в парном разряде (Открытый чемпионат Франции-2025); финалист пяти турниров Большого шлема в парном разряде; победитель (2012) и финалист (2023) Итогового турнира ATP в парном разряде; обладатель Кубка Дэвиса (2011), (2019) в составе национальной сборной Испании; победитель 33 турниров ATP (из них четыре в одиночном разряде); победитель одного юниорского турнира Большого шлема в парном разряде (Открытый чемпионат Франции-2004)

## Общая информация
Марсель — один из двух сыновей Хавьера и Монтсе Гранольерс-Пужолей. Его младший брат — Херард — также профессионально играл в теннис.
Гранольерс-старший в теннисе с пяти лет. Любимое покрытие — грунт.

## Спортивная карьера

### Начало карьеры
Юниорская часть карьеры Марселя прошла на внутренних турнирах; лишь несколько раз федерация предоставляла ему возможность сыграть соревнования покрупнее. Большинство из них Гранольерс использовал: в 2002 году он стал обладателем юниорского Кубка Дэвиса (в той команде также был Рафаэль Надаль), а через 1,5 года он сыграл свой единственный юниорский турнир Большого шлема — во Франции, где вместе с Пабло Андухаром они прошли путь от долгого ожидания получат или нет они место в основе парного турнира, до статуса чемпионов соревнования (испанцы до того лишь раз побеждали на этом турнире).
Взрослая карьера Марселя берёт начало в 2001 году, когда он участвовал в нескольких домашних соревнованиях серии ITF Satellites. Через год каталонская федерация дала ему возможность дебютировать на турнире основного тура ATP, предоставив ему специальное приглашение в квалификацию барселонского турнира. Следующие несколько Гранольерс оттачивал своё мастерство на соревнованиях младших категорий мужского тура, постепенно обретая всё большую стабильность результатов. Серия успехов на «фьючерсах» позволила ему к середине октября 2004 года войти в число четырёхсот сильнейших одиночных теннисистов мира.
За следующие девять месяцев испанец поднялся в рейтинге ещё на сотню позиций и только после этого в его календаре начинают преобладать соревнований более престижной серии «челленджер». Достаточно быстро Марсель стал серьёзной силой и на этом уровне и к июню 2006 года, после финалов турниров в Остраве и Турине он набирает достаточный рейтинг, чтобы впервые сыграть в квалификации взрослого турнира Большого шлема — на Уимблдоне. Гранольерс блестяще использовал предоставленным ему шансом и с первой же попытки реализовал возможность сыграть в основе турнира Большого шлема, сломив сопротивление Стефана Робера, Константиноса Икономидиса и Марко Кьюдинелли. В стартовом матче основы он затем оказал достойное сопротивление румыну Андрею Павлу, хоть и не выиграл ни сета. В сентябре, после менее удачной попытки пройти отбор на Открытый чемпионат США, он впервые вошёл в топ-200. До конца года, после нескольких успехов на «челленджерах», он закрепился на этих позициях, завершая год на 160-й позиции.

### 2007—2009 (первый одиночный титул в Туре)
В апреле 2007 года Гранольерс впервые проявил себя на турнирах основного тура ассоциации, пройдя из квалификации в четвертьфинал соревнований в Валенсии, обыграв по ходу датчанина Кристиана Плесса и француза Жиля Симона. До конца года барселонцу более не удалось побеждать в матчах подобного уровня. Неудачи в квалификациях компенсировались успехами на «челленджерах», где были добыты несколько финалов. В рейтинге Марсель отыграл за год около тридцати позиций. Параллельно с одиночной развивалась и парная карьера Марселя: в ноябре 2006 года, пять раз в течение осени побывав в финалах турниров категории «челленджер», он впервые вошёл в число ста сильнейших теннисистов парной классификации. В 2007 году пришли первые успехи на соревнованиях основного тура: вместе с Николасом Альмагро он добрался до полуфиналов в Коста-ду-Сауипе и Барселоне, а затем дебютировал в парной сетке взрослого турнира Большого шлема — во Франции, где сходу смог выиграть матч. До конца года, благодаря продолжавшимся успехам на «челленджерах», он поднялся на 59-ю строчку парной классификации.
В начале 2008 года испанец прервал серию из поражений в отборочных соревнованиях турниров Большого шлема, пробиваясь в основу Открытого чемпионата Австралии, где вновь уступил уже в первом матче. Затем Марсель удачно играл серию соревнований в Латинской Америке: дважды пройдя квалификацию, а также добравшись до четвертьфинала крупного турнира в Акапулько. Эти результаты позволяли ему к марту войти в топ-100, а несколько финалов на «челленджерах» и первый в карьере титул на турнире основного тура АТП (в Хьюстоне) подняли его в рейтинге ещё выше — в середину первой сотни. В конце мая он впервые сыграл сразу основной турнир соревнования Большого шлема и, наконец, одержал дебютную победу — переиграв Михаэля Беррера. До конца года Гранольерс закрепился на этих позициях. По сравнению с 2007 годом число матчей сыгранных в основных сетках турниров основного тура увеличилось с четырёх до тридцати пяти. В этом же году продолжились парные успехи: в том же Хьюстоне Марсель (вместе с Пабло Куэвасом) впервые вышел в финал соревнования основного тура ассоциации; в июне, вместе с Сантьяго Вентурой, впервые пробился в четвертьфинал турнира Большого шлема — на Уимблдоне; а в октябре дебютировал на турнирах серии мастерс — в Мадриде. К концу года барселонец почти отказался от игр в парных соревнованиях в рамках «челленджеров».

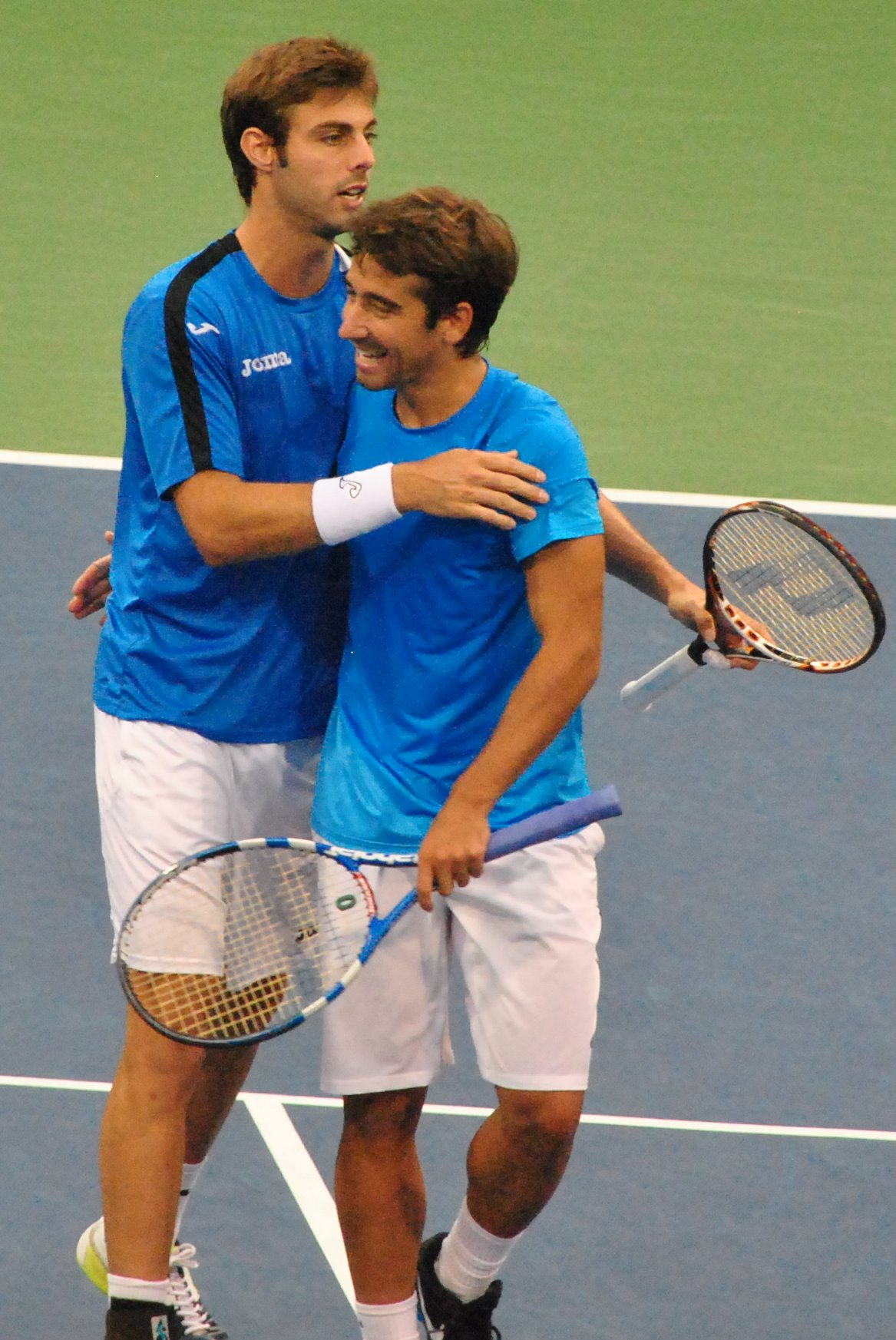
Марк Лопес и Марсель. Открытый чемпионат США 2012.

В 2009 году испанец постепенно прибавил на негрунтовых турнирах — в начале года добыт полуфинал на соревновании в Ченнаи. Весной Марселю не удалось защитить прошлогодние результаты и он постепенно опустился в начало второй сотни рейтинга. Локальные успехи на турнирах серии «челленджер» летом и осенью позволили частично компенсировать потери и завершил год в топ-100. Парный год оказался много удачней одиночного — Гранольерс побывал в пяти финалах (в том числе на парижском турнире серии мастерс) и к концу года поднялся на 25-ю строчку парной классификации. Начал постоянное сотрудничество с Томми Робредо, которое в будущем позволило закрепиться в статусе одного из сильнейших испанских парных игроков своего поколения.

### 2010—2012
В 2010 году Гранольерс постепенно вернулся к лучшим результатам. В этом году он выигрывает матчи сразу на всех турнирах Большого шлема, а осенью впервые за 2,5 года пробился в финал соревнования основного тура АТП — в Валенсии: переиграв Хуана Монако и Жиля Симона он уступил титул Давиду Ферреру. В этом же году барселонец дебютировал во взрослом Кубке Дэвиса, сыграв в парном матче встречи со швейцарцами. Несмотря на ощутимый прогресс в одиночном разряде, в паре Марсель по прежнему показывал более качественные результаты. В 2010 году было выиграно ещё два небольших турнира; в июне повторён лучший результат на соревнованиях Большого шлема (и вновь на Уимблдоне), а в сентябре добыт первый полуфинал на турнирах данной категории — на Открытый чемпионат США. В мае барселонец во второй раз в карьере пробился в полуфинал на турнирах серии мастерс — в Мадриде. 11 октября (вскоре после финала турнира в Бухаресте) Гранольерс впервые в карьере поднимается в топ-5 парной классификации.
В 2011 году Марсель продолжил улучшать свою игру. Весной, отказавшись от латиноамериканской грунтовой серии, он удачно провёл турнир в Майами, добравшись на местных кортах до четвёртого круга и записав на свой счёт победы над Микаэлем Льодра и Станисласом Вавринкой. В конце июля он выиграл свой второй титул на соревнованиях основного тура ассоциации, переиграв на пути к титулу в Гштаде всё того же Вавринку, Михаила Южного и Фернандо Вердаско. В конце года этот успех повторён на турнире ATP 500 в Валенсии, где переиграв четырёх игроков топ-20 (в том числе Хуана Мартина дель Потро), барселонец завоевал свой самый крупный титул в карьере и вошёл в топ-30 одиночного рейтинга. В этом же году он вновь отметился в играх за национальную команду в Кубке Дэвиса, заочно став его обладателем. Парные соревнования временно ушли на второй план — за год выигран лишь один турнир, на турнирах Большого шлема лучшим результатом стал лишь третий круг. Завершилось сотрудничество с Томми Робредо, которого в это время стали сильно беспокоить травмы. Место Робредо занял Марк Лопес; вместе с ним Марсель побывал в двух финалах в 2011 году.
Начало 2012 года прошло без особых успехов, а после серии из четырёх поражений в марте-апреле, Марсель даже съездил на «челленджер» в Тунисе. Локальное изменение календаря оправдало себя и испанец перестал проигрывать всем подряд на турнирах основного тура, добравшись до третьего круга в Риме и до четвёртого — на Открытом чемпионате Франции. Травяной отрезок сезона был проведён без особых успехов, а вернувшись на грунт Гранольерс сразу же дошёл до финала соревнования основного тура — в Умаге — уступив в титульном матче Марину Чиличу. Этот результат позволил ему впервые в карьере войти в топ-20. Надолго задержаться на этих позициях не удалось, а сравнительно ранний вылет в Валенсии не позволил испанцу быть сеянным на первом соревновании Большого шлема следующего сезона. Продолжилось сотрудничество в парных турнирах с Марком Лопесом: в первой половине сезона были добыты два финала второстепенных соревнований, а также испанцы вышли в полуфинал соревнования серии мастерс в Монте-Карло и победили на аналогичном турнире в Риме. Постепенно испанцы начали действовать всё более слаженно и к концу лета они вошли в число одной из ведущих пар мира: Марк и Марсель вышли в финал канадского мастерс, сыграли в полуфинале Открытого чемпионата США и отобрались на Итоговый турнир, где выиграв четыре из пяти матчей (в том числе и у братьев Брайанов) завоевали главный приз соревнований (будучи первыми испанцами с 1975 года, которым удался подобный результат).

### 2013—2014 (два финала Большого шлема в парах)

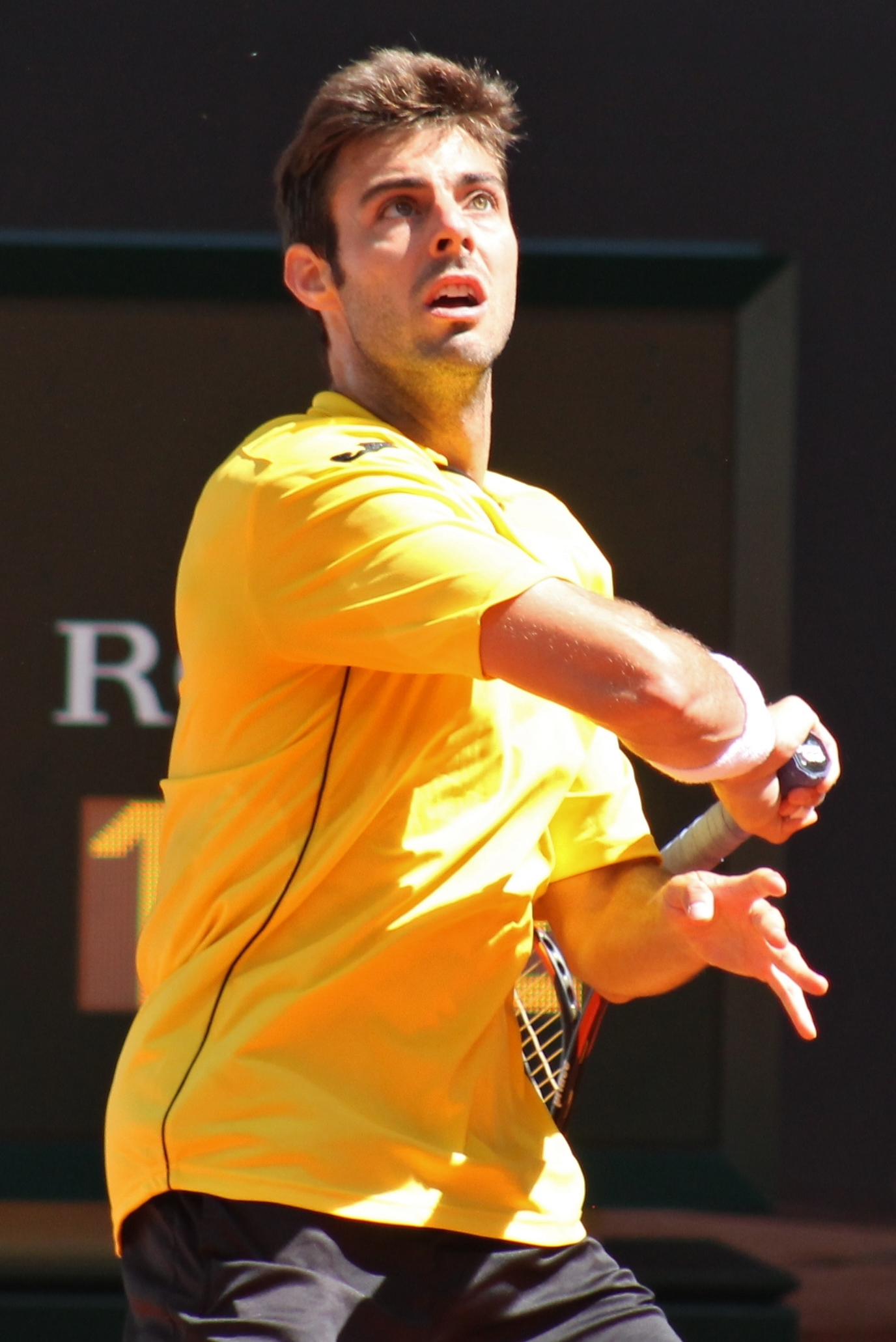
На турнире в Мадриде 2014 года

2013 год также начался не слишком удачно: Марсель редко побеждал в одиночных соревнованиях протура, а попытка сделать его первым номером сборной в выездном матче Кубка Дэвиса против Канады кончилась крупным поражением от слабейшего одиночного игрока хозяев — Фрэнка Данцевича — и итоговым поражением гостей, несмотря на победу Лопеса и Гранольерса в паре. В дальнейшем неудачи продолжались и к середине июля Марсель вылетел из топ-50, но постепенно спад был преодолён и в начале августа испанцу удалось выиграть первый за долгое время одиночный титул: в австрийском Кицбюэле, где в финале был переигран Хуан Монако. Дальнейшие успехи в одиночных матчах ограничивались локальными победами и только на Открытом чемпионате США Гранольерс смог выиграть сразу три матча. Парные результаты альянса с Марком также не радовали стабильностью: испанцы временами зарекомендовали себя одной из сильнейших пар мира, а временами могли проиграть менее статусному альянсу: так на Открытом чемпионате Австралии их не пустили в финал Робин Хасе и Игорь Сейслинг, а позже они слишком часто уступали матчи равных по статусу, всё дальше отпуская братьев Брайанов в основном рейтинге, а в гонке не без труда держась на третьей строчке. Постепенно испанцы всё ближе подпускали конкурентов в рейтинге, но преимущество в общей стабильности позволило им регулярно проходить в дальние стадии сравнительно крупных турниров и в конце года вновь отобраться на итоговое соревнование. Оставшийся год не принёс титулов, а самыми крупными успехами Лопеса и Гранольерса стали финал Мастерс в Цинциннати и четвертьфинал на Ролан Гаррос.
Начало следующего сезона не принесло существенных изменений в результатах Марселя: даже делая упор на выступления на небольших турнирах он часто заканчивал свои выступления уже в первом-втором круге, а до полуфинала добрался лишь дважды (в Касабланке даже сыграв в матче за титул). Неудачи начала года были частично исправлены удачным выступлением на французском турнире Большого шлема, где переиграв Александра Долгополова и Мартина Клижана Марсель добрался до четвёртого круга. Парный альянс с Лопесом в начале года показывал результаты всё хуже, набирая крайне мало очков на крупных турнирах, а на мелких лишь раз добравшись до финала (в Буэнос-Айресе удалось взять и титул). Невнятное начало года полностью компенсировалось на Ролан Гаррос, где переиграв в четвертьфинале братьев Брайанов испанцы впервые пробились в финал на турнире Большого шлема. В титульной игре Марсель и Марк уступили Жюльену Беннето и Эдуару Роже-Васслену после чего вновь надолго сбавили результативность, вернувшись в число претендентов на самые высокие результаты лишь к осени, когда вновь смогли добраться до финала турнира Большого шлема — на Открытом чемпионате США, где справившись с альянсами Пейя / Соарес и Додиг / Мело, Лопес и Гранольерс уступили титул братьям Брайанам. Азиатский отрезок календаря принёс полуфиналы на турнирах в Токио и Шанхае, а также аналогичный результат на турнире в Париже, в совокупности позволивший испанцам отобраться на Итоговый турнир, где они выиграли один матч на групповом этапе, не пробившись в следующую стадию. В одиночном разряде кризис продолжился, а единственным удачным турниром до конца сезона оказался всё то же американское соревнование серии Большого шлема, где Марсель пробился в третий раунд.

### 2015—2017

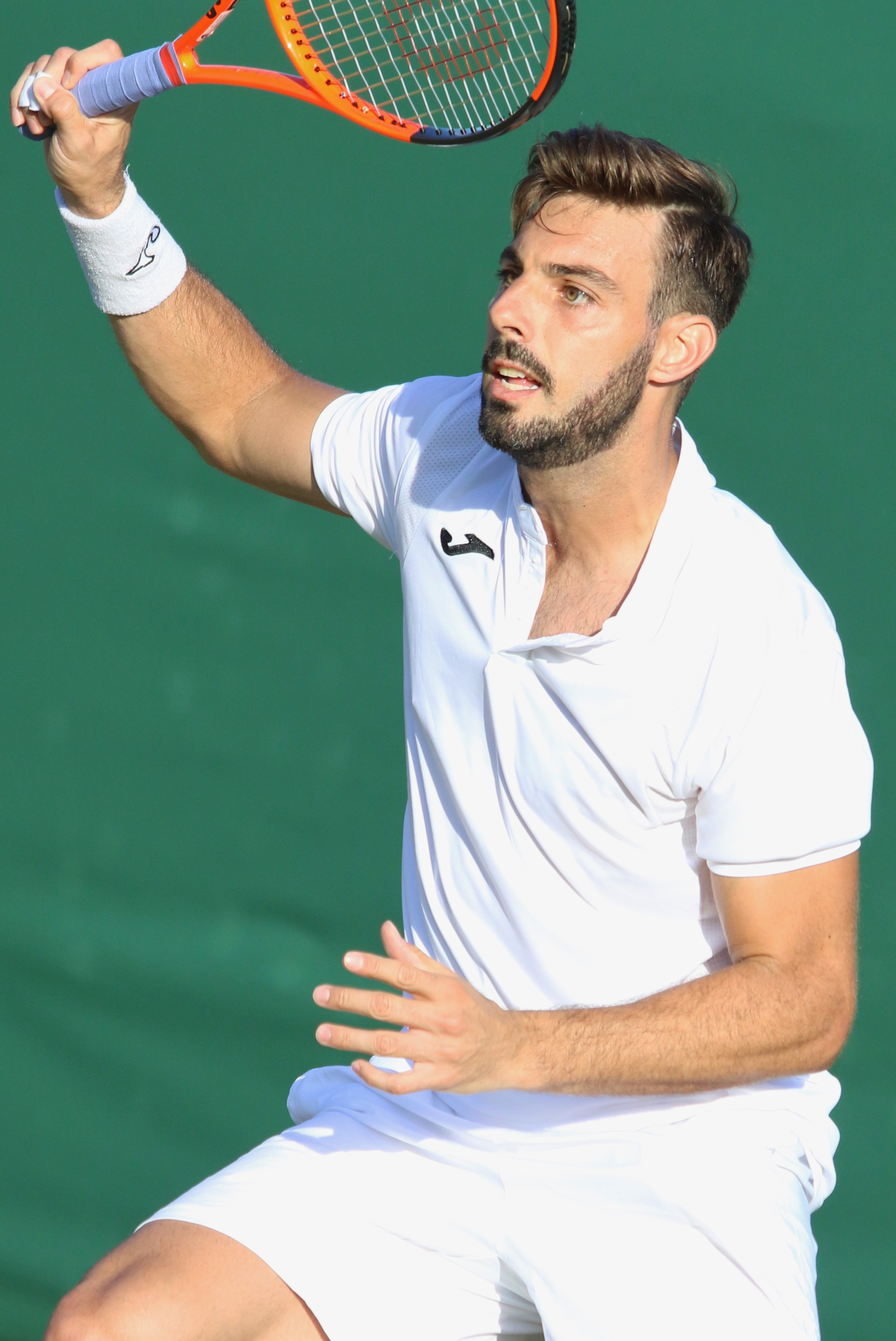
На Уимблдоне 2017 года

Через год падение результатов продолжилось — несколько локальных всплесков одиночных результатов удерживали испанца в первой сотне рейтинга, но давали не слишком много игровой практики; разладились результаты и в паре, где в первой половине года результативны были лишь два турнира — суперсоревнования в Мадриде и Риме. В мае, рано проиграв в обоих разрядах на Ролан Гаррос, Гранольерс впервые за пять лет сыграл сразу несколько турниров серии «челленджер», но не добился там заметных успехов.
На Открытом чемпионате Австралии 2016 года в парном разряде Гранольерс в дуэте с Пабло Куэвасом смог выйти в полуфинал. В марте испанский теннисист выиграл «челленджер» в Ирвинге. Успешно Марсель сыграл на мастерсе в Монте-Карло, начав турнир с квалификации он сумел выйти в четвертьфинал. До четвертьфинал он добрался в мае на турнире в Стамбуле. На Открытом чемпионате Франции Гранольерсу удалось выйти в четвёртый раунд в одиночках и четвертьфинал в парах (с Пабло Куэвасом). В летней части сезона можно отметить парный титул в Бостаде (с Давидом Марреро) и четвертьфинал турнира в Кабо-Сан-Лукасе. Осень принесла Гранольерсу ещё два парных трофея. Он выиграл в Токио в паре с Марцином Матковским и в Базеле с Джеком Соком. В одиночном разряде лучшим результатом стал четвертьфинал всё в том же Базеле.
Результаты в одиночном разряде в 2017 году для Гранольерса были неудачными. Он стабильно вылетал на ранних стадиях турниров Мирового тура и к концу сезона покинул пределы топ-100 одиночного рейтинга. В парном разряде он выступал намного лучше. В январе на Открытом чемпионате Австралии в команде с Иваном Додигом вышел в четвертьфинал. В феврале их пара смогла завоевать главный приз турнира в Роттердаме. В грунтовой части сезона Гранольерс и Додиг дважды выходили в финал на турнирах мирового тура, одним из которых стал мастерс в Риме. На Ролан Гаррос они добрались до четвертьфинала. В октябре Гранольерс и Додиг завоевали титул в Базеле, а в начале ноябре дошли до финала мастерса в Париже. На итоговом турнире в Лондоне их дуэт проиграл два матча в группе и завершил свои выступления в сезоне.

### 2018—2019 (второй парный финал в США)
В январе Гранольерс выступал на двух «челленджерах» в Бангкоке, где выиграл оба челленджера, уступив всего лишь по одному сету в каждом финале, дальше продолжил январскую победную серию и выиграл 12-й матч подряд 31 января 2018 года у младшего брата — Херарда. Но вот 1 февраля победная серия прервалась и Гранольерс старший уступил Джейсону Каблеру в трёх сетах. В июле Гранольерс участвовал в полуфинале турнира АТП в Ньюпорте. В конце сентября проиграл в финале челленджера в Тибуроне Майклу Ммо. В парном разряде всё складывалось лучше: Марсель выиграл три «челленджера» в Бангкоке, Берни и Бингемтоне. Но самым громким успехом стала победа в турнире серии мастерс в Париже, в финале пара Гранольерс и Рам обыграли пару Ройер и Текэу.
В январе 2019 года Гранольерс смог выиграть «челленджер» во Вьетнаме. В апреле он дошёл до четвертьфинала грунтового турнира АТП в Хьюстоне, но проиграл будущему финалисту турнира Касперу Рууду в двух сетах. В июле после выхода во второй раунд Уимблдонского турнира Гранольерс смог на время вернуться в топ-100 одиночного рейтинга. На турнире в Ньюпорте он выиграл парный приз, завоевав его в дуэте с Сергеем Стаховским. В одиночном разряде на том же турнире он достиг полуфинала. В августе Гранольерсу принесло успех выступление в парном разряде в команде с Орасио Себальосом. На мастерсе в Монреале они смогли преодолеть сопротивление всех соперников и завоевать парный титул. На Открытом чемпионате США Гранольерс и Себальос успешно дошли до финала, где уступили первой паре в мире Хуану Себастьяну Кабалю и Роберту Фаре со счётом 4-6, 5-7. Выступление в США позволило Марселю вернуться в топ-10 парного рейтинга. В концовке сезона Гранольерс помог Испании выиграть Кубок Дэвиса. Он сыграл три парные встречи (две в группе и одну на стадии 1/4 финала), в каждой из которых одержал победу со своими партнёрами.

### 2020—2022 (парный финал на Уимблдоне)

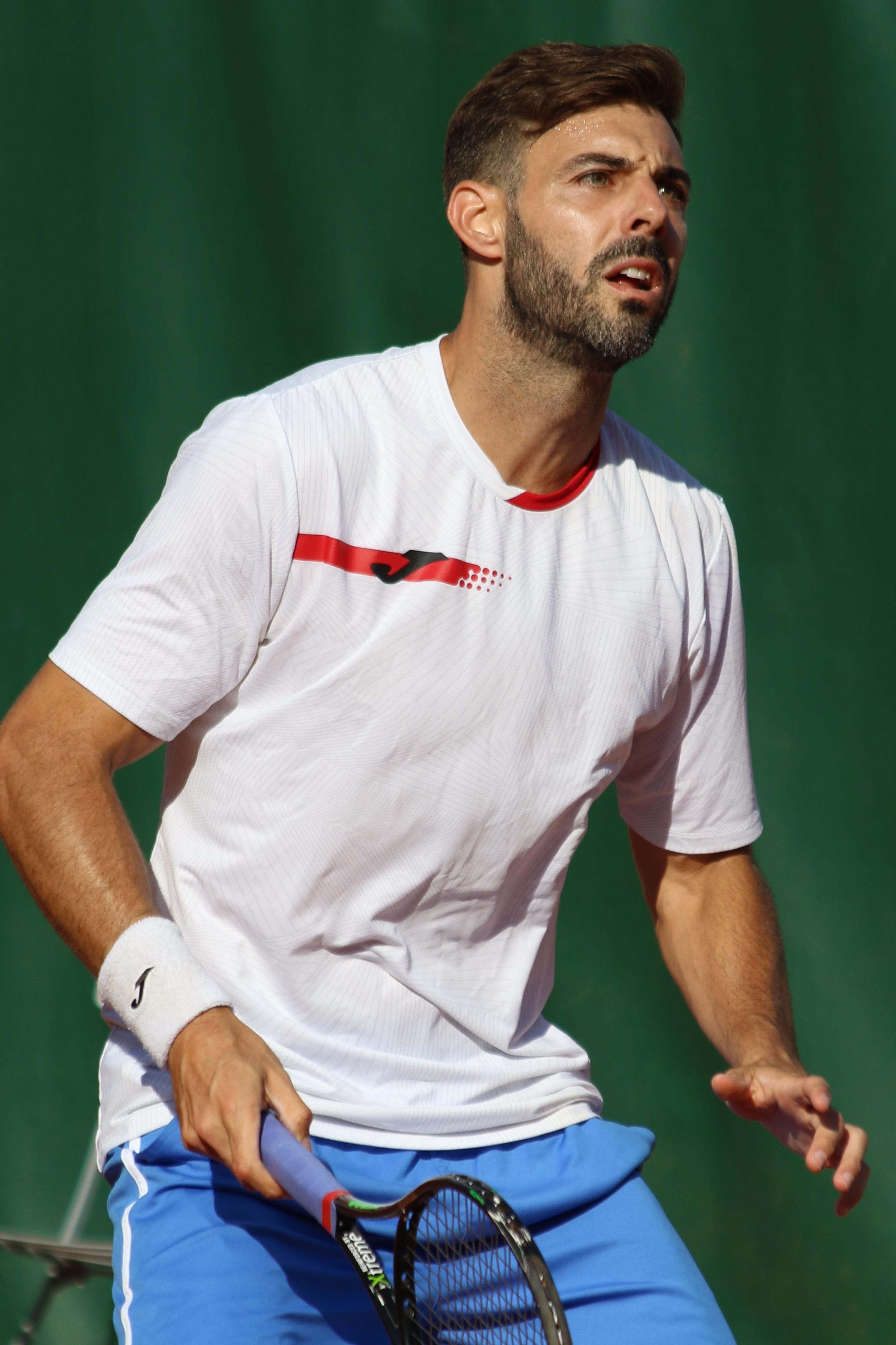
На Ролан Гаррос 2021 года

с 2020 года стал выступать только в парном разряде. В сезоне 2020 года на Открытом чемпионате Австралии Гранольерс и Себальос проиграли в третьем круге будущим чемпионам Радживу Раму и Джо Солсбери. Затем они выиграли два подряд турнира в Буэнос-Айресе и Рио-де-Жанейро. После паузы из-за эпидемии коронавируса они сыграли на Мастерсе Цинциннати, перенесённом в Нью-Йорк, и снова проиграли в третьем круге Раму и Солсбери. На Открытом чемпионате США они в первом круге проиграли в трёх сетах будущим чемпионам Мате Павичу и Бруно Соаресу.
В грунтовой части сезона они дошли до финала турнира в Кицбюэле и выиграли Мастерс в Риме. На Открытом чемпионате Франции они проиграли в третьем круге Джейми Маррею и Нилу Скупски. Несмотря на не слишком удачные выступления на турнирах Большого шлема и неудачный жребий, дважды сводивший их на ранних стадиях с парами, которые становились чемпионами, они сумели войти в топ-8 лучших пар по рейтингу и выступили на Итоговом турнире ATP. На групповом этапе они обыграли пары Майкл Винус / Джон Пирс и Мате Павич / Бруно Соарес. В матче против Юргена Мельцера и Эдуара Роже-Васслена они отказались от продолжения борьбы в первом сете, но уже обеспечили выход в полуфинал. В полуфинале они проиграли Уэсли Колхофу и Николе Мектичу.
В сезоне 2021 года Гранольерс принял участие в командном турнире Кубок ATP, где с Пабло Карреньо Бустой выиграл один матч у австралийской пары Джон Пирс / Люк Сэвилл, а ещё в одном матче против Греции, не имевшего турнирного значения, они сыграли всего один гейм и отказались. С Себальосом в феврале Гранольерс дошёл до финала турнира в Акапулько. В мае их дуэт смог выиграть Мастерс в Мадриде. На Уимблдонском турнире Гранольерс и Себальос, имея четвёртый номер посева, смогли доиграть до второго совместного финала Большого шлема. В титульном матче они проиграли первым номерам посева Николе Мектичу и Мате Павичу — 4-6, 6-7, 6-2, 5-7. После Уимблдона Себальос поднялся на пятое место парного рейтинга. В августе в Цинциннати выиграл ещё один Мастерс в паре с Себальосом. На Открытом чемпионате США их результатом стал выход в четвертьфинал. На Итоговом турнире они второй год подряд смогли выйти в полуфинал, но в шаге от финала их остановили Николя Маю и Пьер-Юг Эрбер.
На Открытом чемпионате Австралии 2022 года Гранольерс и Себальос вышли в полуфинал, в котором проиграли чемпионом того года Нику Кирьосу и Танаси Коккинакису. На Открытом чемпионате Франции они также вышли в полуфинал. В июне Гранольерс и Себальос смогли победить на травяном турнире в Халле. С июля на четыре недели Гранольерс переместился на четвёртую позицию парного рейтинга. Вторая часть сезона прошла без попаданий в финал и на Итоговом турнире Гранольерс и Себальос проиграли все три матча в группе. Сезон Марсель завершил в ранге 17-го в парном рейтинге.

### 2023—2025 (парный финал на Уимблдоне и № 1 в парном рейтинге)
На Открытом чемпионате Австралии 2023 года Гранольерс и Себальос второй год подряд вышли в полуфинал, где проиграли неожиданным чемпионам того турнира Джейсону Кублеру и Ринки Хидзиката из Австралии. Затем до Мастерса в Риме в мае Гранольерс не выиграла в основном туре ни одного матча, после чего с Себальосом выдали серию из полуфинала в Риме, финала в Женеве, завершив её полуфиналом на Ролан Гаррос. На Уимблдонском турнире Гранольерс и Себальос второй раз в карьере вышли в финал. В титульном матче они уступили паре Уэсли Колхоф и Нил Скупски в двух сетах. Таким образом, Гранольерс сыграла уже пятый финал на Больших шлемах, однако ни разу не одержал в них победу. В августе на Мастерсе в Торонто они вышли в полуфинал. В октябре на Мастерсе в Шанхае выиграли первый в сезоне титул, вернувшись в топ-10 парного рейтинга. На Итоговом турнире Гранольерс и Себальос выиграли все матчи в группе и полуфинал у пары Рохан Бопанна и Мэттью Эбден (7-5, 6-4), но в финале уступили дуэту Раджив Рам и Джо Солсбери (3-6, 4-6).
В 2024 году Гранольерс и Себальос продолжили сотрудничество и до апреля отметились выходом в финал на трёх турнирах: в Окленде, Буэнос-Айресе и на Мастерсе в Индиан-Уэлсе. 6 мая 2024 года Гранольерс и Себальос после выхода в полуфинал Мастерса в Мадриде разделили звание первой ракетки мира в парном теннисе. В этом статусе на следующем Мастерсе в Риме они смогли взять парный титул. На Открытом чемпионате Франции им удалось доиграть до полуфинала, однако после этого они потеряли лидерство в рейтинге на пять недель. Вернуться на вершину удалось после Уимблдона, где они также дошли до полуфинала. На Олимпиаде в Париже Гранольерс не смог преодолеть второй раунд в мужских парах и первый в миксте. В августе с Себальосом удалось выиграть второй турнир серии Мастерс в сезоне — в Монреале. Открытый чемпионат США закончился для пары в четвертьфинале. Концовку сезона они провели неудачно и на Итоговом турнире проиграли все три матча в своей группе. Удержать первую позицию в рейтинге по итогам сезона не удалось и Гранольерс финишировал на четвёртом месте, которое, несмотря на падение, оказалось самым высоким в карьере у теннисиста в итоговом рейтинге по годам. В концовке сезона он также сыграл в финальном турнире на Кубок Дэвиса, где в четвертьфинале проиграл решающую парную встречу в партнёрстве с Карлосом Алькарасом дуэту из Нидерландов.
Старт сезона 2025 года Гранольерс пропустил и вернулся на корт в марте. В начале апреля в альянсе с Себальосом был выигран турнир в Бухаресте.

## Рейтинг на конец года
| Год  | Одиночный рейтинг | Парный рейтинг |
| 2024 |                   | 4              |
| 2023 |                   | 10             |
| 2022 |                   | 17             |
| 2021 | 320               | 7              |
| 2020 | 175               | 9              |
| 2019 | 111               | 25             |
| 2018 | 96                | 25             |
| 2017 | 177               | 14             |
| 2016 | 37                | 18             |
| 2015 | 84                | 39             |
| 2014 | 46                | 8              |
| 2013 | 38                | 12             |
| 2012 | 34                | 10             |
| 2011 | 27                | 32             |
| 2010 | 42                | 22             |
| 2009 | 91                | 25             |
| 2008 | 56                | 60             |
| 2007 | 132               | 59             |
| 2006 | 160               | 97             |
| 2005 | 280               | 247            |
| 2004 | 390               | 387            |
| 2003 | 509               | 855            |
| 2002 | 954               | 1227           |

По данным официального сайта ATP на последнюю неделю года.

## Выступления на турнирах

### Финалы турниров ATP в одиночном разряде (7)

#### Победы (4)
| Легенда                                |
| -------------------------------------- |
| Турниры Большого шлема (0+1)           |
| Итоговый турнир ATP (0+1)*             |
| Мастерс (0+10)                         |
| ATP International Gold / ATP 500 (1+6) |
| ATP International / ATP 250 (3+12)     |

| Титулы по покрытиям | Титулы по месту проведения матчей турнира |
| ------------------- | ----------------------------------------- |
| Хард (1+13)*        | Зал (1+6)                                 |
| Грунт (3+15)        | Зал (1+6)                                 |
| Трава (0+2)         | Открытый воздух (3+24)                    |
| Ковёр (0)           | Открытый воздух (3+24)                    |

* количество побед в одиночном разряде + количество побед в парном разряде.
| №  | Дата           | Турнир            | Покрытие   | Соперник в финале | Счёт           |
| 1. | 20 апреля 2008 | Хьюстон, США      | Грунт      | Джеймс Блейк      | 6-4 1-6 7-5    |
| 2. | 31 июля 2011   | Гштад, Швейцария  | Грунт      | Фернандо Вердаско | 6-4 3-6 6-3    |
| 3. | 5 ноября 2011  | Валенсия, Испания | Хард (зал) | Хуан Монако       | 6-2 4-6 7-6(3) |
| 4. | 4 августа 2013 | Кицбюэль, Австрия | Грунт      | Хуан Монако       | 0-6 7-6(3) 6-4 |

#### Поражения (3)
| №  | Дата           | Турнир              | Покрытие   | Соперник в финале     | Счёт        |
| 1. | 6 ноября 2010  | Валенсия, Испания   | Хард (зал) | Давид Феррер          | 5-7 3-6     |
| 2. | 15 июля 2012   | Умаг, Хорватия      | Грунт      | Марин Чилич           | 4-6 2-6     |
| 3. | 13 апреля 2014 | Касабланка, Марокко | Грунт      | Гильермо Гарсия Лопес | 7-5 4-6 3-6 |

### Финалы челленджеров и фьючерсов в одиночном разряде (27)

#### Победы (13)
| Условные обозначения |
| Челленджеры (7+23)*  |
| Фьючерсы (6+9)       |

| Титулы по покрытиям | Титулы по месту проведения матчей турнира |
| ------------------- | ----------------------------------------- |
| Хард (9+14)*        | Зал (0+1)                                 |
| Грунт (4+17)        | Зал (0+1)                                 |
| Трава (0+1)         | Открытый воздух (13+31)                   |
| Ковёр (0)           | Открытый воздух (13+31)                   |

* количество побед в одиночном разряде + количество побед в парном разряде.
| №   | Дата            | Турнир             | Покрытие | Соперник в финале      | Счёт           |
| 1.  | 5 октября 2003  | Мартос, Испания    | Хард     | Эстебан Карриль Касо   | 6-2 6-3        |
| 2.  | 9 мая 2004      | Реус, Испания      | Грунт    | Хавьер Хенаро Мартинес | 6-3 6-3        |
| 3.  | 3 октября 2004  | Мартос, Испания    | Хард     | Тони Хольцингер        | 6-3 6-4        |
| 4.  | 18 июня 2005    | Ла Пальма, Испания | Хард     | Карлос Рексач Итоис    | 7-5 6-7(5) 6-3 |
| 5.  | 2 октября 2005  | Мартос, Испания    | Хард     | Стивен Кортелинг       | 6-2 6-3        |
| 6.  | 19 марта 2006   | Фару, Португалия   | Хард     | Тони Хольцингер        | 6-1 7-5        |
| 7.  | 14 октября 2006 | Барселона, Испания | Грунт    | Оскар Эрнандес         | 6-4 6-1        |
| 8.  | 15 марта 2008   | Танжер, Марокко    | Грунт    | Даниэль Химено Травер  | 6-4 6-4        |
| 9.  | 10 октября 2010 | Таррагона, Испания | Грунт    | Ярослав Поспишил       | 1-6 7-5 6-0    |
| 10. | 20 марта 2016   | Ирвинг, США        | Хард     | Аляж Бедене            | 6-1 6-1        |
| 11. | 7 января 2018   | Бангкок, Таиланд   | Хард     | Матс Мораинг           | 4-6 6-3 7-5    |
| 12. | 14 января 2018  | Бангкок, Таиланд   | Хард     | Энрике Лопес Перес     | 4-6 6-2 6-0    |
| 13. | 12 января 2019  | Дананг, Вьетнам    | Хард     | Маттео Виола           | 6-2 6-0        |

#### Поражения (14)
| №   | Дата             | Турнир                  | Покрытие    | Соперник в финале     | Счёт              |
| 1.  | 27 февраля 2005  | Фару, Португалия        | Хард        | Фредерику Жил         | 2-6 7-6(3) 3-6    |
| 2.  | 6 марта 2005     | Лагуш, Португалия       | Хард        | Давид Гес             | 2-6 4-6           |
| 3.  | 13 марта 2005    | Лагуш, Португалия       | Хард        | Фредерику Жил         | 1-6 3-6           |
| 4.  | 15 мая 2005      | Льейда, Испания         | Грунт       | Даниэль Химено Травер | 4-6 1-6           |
| 5.  | 7 мая 2006       | Острава, Чехия          | Грунт       | Иво Минарж            | 1-6 0-6           |
| 6.  | 4 июня 2006      | Турин, Италия           | Грунт       | Флавио Чиполла        | 3-6 3-6           |
| 7.  | 30 сентября 2007 | Бухарест, Румыния       | Грунт       | Виктор Ханеску        | 6-7(6) 1-6        |
| 8.  | 28 октября 2007  | Белу-Оризонти, Бразилия | Грунт       | Николя Девильде       | 2-6 7-6(4) 6-7(6) |
| 9.  | 4 ноября 2007    | Монтевидео, Уругвай     | Грунт       | Сантьяго Вентура      | 6-4 0-6 4-6       |
| 10. | 6 апреля 2008    | Сен-Бриё, Франция       | Грунт (зал) | Кристоф Рохус         | 2-6 6-4 1-6       |
| 11. | 6 декабря 2009   | Ханты-Мансийск, Россия  | Хард (зал)  | Константин Кравчук    | 6-1 3-6 2-6       |
| 12. | 14 марта 2010    | Рабат, Марокко          | Грунт       | Рубен Рамирес Идальго | 4-6 4-6           |
| 13. | 19 сентября 2010 | Тоди, Италия            | Грунт       | Карлос Берлок         | 4-6 3-6           |
| 14. | 30 сентября 2018 | Тибурон, США            | Хард        | Майкл Ммо             | 3-6 5-7           |

### Финалы турниров Большого шлема в парном разряде (6)

#### Победа (1)
| №  | Год  | Турнир                     | Покрытие | Партнёр         | Соперники в финале       | Счёт           |
| 1. | 2025 | Открытый чемпионат Франции | Грунт    | Орасио Себальос | Нил Скупски Джо Солсбери | 6-0 6-7(5) 7-5 |

#### Поражения (5)
| №  | Год  | Турнир                     | Покрытие | Партнёр         | Соперники в финале                | Счёт               |
| 1. | 2014 | Открытый чемпионат Франции | Грунт    | Марк Лопес      | Жюльен Беннето Эдуар Роже-Васслен | 3-6 6-7(1)         |
| 2. | 2014 | Открытый чемпионат США     | Хард     | Марк Лопес      | Боб Брайан Майк Брайан            | 3-6 4-6            |
| 3. | 2019 | Открытый чемпионат США (2) | Хард     | Орасио Себальос | Хуан Себастьян Кабаль Роберт Фара | 4-6 5-7            |
| 4. | 2021 | Уимблдонский турнир        | Трава    | Орасио Себальос | Никола Мектич Мате Павич          | 4-6 6-7(5) 6-2 5-7 |
| 5. | 2023 | Уимблдонский турнир (2)    | Трава    | Орасио Себальос | Уэсли Колхоф Нил Скупски          | 4-6 4-6            |

### Финалы Итогового турнираATPв парном разряде (2)

#### Победа (1)
| №  | Год  | Турнир                 | Покрытие   | Партнёр    | Соперники в финале          | Счёт           |
| 1. | 2012 | Лондон, Великобритания | Хард (зал) | Марк Лопес | Рохан Бопанна Махеш Бхупати | 7-5 3-6 [10-3] |

#### Поражение (1)
| №  | Год  | Турнир        | Покрытие   | Партнёр         | Соперники в финале      | Счёт    |
| 1. | 2023 | Турин, Италия | Хард (зал) | Орасио Себальос | Раджив Рам Джо Солсбери | 3-6 4-6 |

### Финалы турнировATPв парном разряде (59)

#### Победы (30)
| №   | Дата             | Турнир                        | Покрытие   | Партнёр           | Соперники в финале                         | Счёт                |
| 1.  | 14 февраля 2009  | Коста-да-Сауипе, Бразилия     | Грунт      | Томми Робредо     | Лукас Арнольд Кер Хуан Монако              | 6-4 7-5             |
| 2.  | 22 февраля 2009  | Буэнос-Айрес, Аргентина       | Грунт      | Альберто Мартин   | Николас Альмагро Сантьяго Вентура          | 6-3 5-7 [10-8]      |
| 3.  | 25 октября 2009  | Москва, Россия                | Хард (зал) | Пабло Куэвас      | Михал Мертиняк Франтишек Чермак            | 4-6 7-5 [10-8]      |
| 4.  | 10 января 2010   | Ченнаи, Индия                 | Хард       | Сантьяго Вентура  | Лу Яньсюнь Янко Типсаревич                 | 7-5 6-2             |
| 5.  | 14 февраля 2010  | Коста-да-Сауипе, Бразилия (2) | Грунт      | Пабло Куэвас      | Лукаш Кубот Оливер Марах                   | 7-5 6-4             |
| 6.  | 15 января 2011   | Окленд, Новая Зеландия        | Хард       | Томми Робредо     | Юхан Брунстрём Стивен Хасс                 | 6-4 7-6(6)          |
| 7.  | 20 мая 2012      | Рим, Италия                   | Грунт      | Марк Лопес        | Лукаш Кубот Янко Типсаревич                | 6-3 6-2             |
| 8.  | 22 июля 2012     | Гштад, Швейцария              | Грунт      | Марк Лопес        | Роберт Фара Сантьяго Хиральдо              | 6-4 7-6(9)          |
| 9.  | 12 ноября 2012   | Финал Мирового Тура ATP       | Хард (зал) | Марк Лопес        | Рохан Бопанна Махеш Бхупати                | 7-5 3-6 [10-3]      |
| 10. | 16 февраля 2014  | Буэнос-Айрес, Аргентина (2)   | Грунт      | Марк Лопес        | Пабло Куэвас Орасио Себальос               | 7-5 6-4             |
| 11. | 17 июля 2016     | Бостад, Швеция                | Грунт      | Давид Марреро     | Маркус Даниэлл Марсело Демолинер           | 6-2 6-3             |
| 12. | 9 октября 2016   | Токио, Япония                 | Хард       | Марцин Матковский | Равен Класен Раджив Рам                    | 6-2 7-6(4)          |
| 13. | 30 октября 2016  | Базель, Швейцария             | Хард (зал) | Джек Сок          | Майкл Винус Роберт Линдстедт               | 6-3 6-4             |
| 14. | 19 февраля 2017  | Роттердам, Нидерланды         | Хард (зал) | Иван Додиг        | Уэсли Колхоф Матве Мидделкоп               | 7-6(5) 6-3          |
| 15. | 29 октября 2017  | Базель, Швейцария (2)         | Хард (зал) | Иван Додиг        | Фабрис Мартен Эдуар Роже-Васслен           | 7-5 7-6(6)          |
| 16. | 4 ноября 2018    | Париж, Франция                | Хард (зал) | Раджив Рам        | Жан-Жюльен Ройер Хория Текэу               | 6-4 6-4             |
| 17. | 21 июля 2019     | Ньюпорт, США                  | Трава      | Сергей Стаховский | Марсело Аревало Мигель Анхель Рейес Варела | 6-7(10) 6-4 [13-11] |
| 18. | 11 августа 2019  | Монреаль, Канада              | Хард       | Орасио Себальос   | Уэсли Колхоф Робин Хасе                    | 7-5 7-5             |
| 19. | 16 февраля 2020  | Буэнос-Айрес, Аргентина (3)   | Грунт      | Орасио Себальос   | Гильермо Дуран Хуан Игнасио Лондеро        | 6-4 5-7 [18-16]     |
| 20. | 23 февраля 2020  | Рио-де-Жанейро, Бразилия      | Грунт      | Орасио Себальос   | Федерико Гайо Сальваторе Карузо            | 6-4 5-7 [10-7]      |
| 21. | 20 сентября 2020 | Рим, Италия (2)               | Грунт      | Орасио Себальос   | Фабрис Мартен Жереми Шарди                 | 6-4 5-7 [10-8]      |
| 22. | 9 мая 2021       | Мадрид, Испания               | Грунт      | Орасио Себальос   | Никола Мектич Мате Павич                   | 1-6 6-3 [10-8]      |
| 23. | 22 августа 2021  | Цинциннати, США               | Хард       | Орасио Себальос   | Стив Джонсон Остин Крайчек                 | 7-6(5) 7-6(5)       |
| 24. | 19 июня 2022     | Халле, Германия               | Трава      | Орасио Себальос   | Майкл Винус Тим Пютц                       | 6-4 6-7(5) [14-12]  |
| 25. | 15 октября 2023  | Шанхай, Китай                 | Хард       | Орасио Себальос   | Рохан Бопанна Мэттью Эбден                 | 5-7 6-2 [10-7]      |
| 26. | 19 мая 2024      | Рим, Италия (3)               | Грунт      | Орасио Себальос   | Марсело Аревало Мате Павич                 | 6-2 6-2             |
| 27. | 12 августа 2024  | Монреаль, Канада (2)          | Хард       | Орасио Себальос   | Раджив Рам Джо Солсбери                    | 6-2 7-6(4)          |
| 28. | 6 апреля 2025    | Бухарест, Румыния             | Грунт      | Орасио Себальос   | Марк Вальнер Якоб Шнайттер                 | 7-6(3) 6-4          |
| 29. | 3 мая 2025       | Мадрид, Испания (2)           | Грунт      | Орасио Себальос   | Марсело Аревало Мате Павич                 | 6-4 6-4             |
| 30. | 7 июня 2025      | Открытый чемпионат Франции    | Грунт      | Орасио Себальос   | Нил Скупски Джо Солсбери                   | 6-0 6-7(5) 7-5      |

#### Поражения (29)
| №   | Дата             | Турнир                     | Покрытие   | Партнёр          | Соперники в финале                   | Счёт               |
| 1.  | 20 апреля 2008   | Хьюстон, США               | Грунт      | Пабло Куэвас     | Эрнест Гулбис Райнер Шуттлер         | 5-7 6-7(3)         |
| 2.  | 8 ноября 2009    | Валенсия, Испания          | Хард (зал) | Томми Робредо    | Михал Мертиняк Франтишек Чермак      | 4-6 3-6            |
| 3.  | 15 ноября 2009   | Париж, Франция             | Хард (зал) | Томми Робредо    | Ненад Зимонич Даниэль Нестор         | 3-6 4-6            |
| 4.  | 9 мая 2010       | Оэйраш, Португалия         | Грунт      | Пабло Куэвас     | Марк Лопес Давид Марреро             | 7-6(1) 4-6 [4-10]  |
| 5.  | 26 сентября 2010 | Бухарест, Румыния          | Грунт      | Сантьяго Вентура | Лукаш Кубот Хуан Игнасио Чела        | 2-6 7-5 [11-13]    |
| 6.  | 6 февраля 2011   | Загреб, Хорватия           | Хард (зал) | Марк Лопес       | Дик Норман Хория Текэу               | 3-6 4-6            |
| 7.  | 17 июля 2011     | Штутгарт, Германия         | Грунт      | Марк Лопес       | Юрген Мельцер Филипп Пецшнер         | 3-6 4-6            |
| 8.  | 4 марта 2012     | Акапулько, Мексика         | Грунт      | Марк Лопес       | Фернандо Вердаско Давид Марреро      | 3-6 4-6            |
| 9.  | 29 апреля 2012   | Барселона, Испания         | Грунт      | Марк Лопес       | Марцин Матковский Мариуш Фирстенберг | 6-2 6-7(7) [8-10]  |
| 10. | 14 июля 2012     | Умаг, Хорватия             | Грунт      | Марк Лопес       | Фернандо Вердаско Давид Марреро      | 3-6 6-7(4)         |
| 11. | 11 августа 2012  | Торонто, Канада            | Хард       | Марк Лопес       | Боб Брайан Майк Брайан               | 1-6 6-4 [10-12]    |
| 12. | 18 августа 2013  | Цинциннати, США            | Хард       | Марк Лопес       | Боб Брайан Майк Брайан               | 4-6 6-4 [4-10]     |
| 13. | 7 июня 2014      | Открытый чемпионат Франции | Грунт      | Марк Лопес       | Жюльен Беннето Эдуар Роже-Васслен    | 3-6 6-7(1)         |
| 14. | 7 сентября 2014  | Открытый чемпионат США     | Хард       | Марк Лопес       | Боб Брайан Майк Брайан               | 3-6 4-6            |
| 15. | 17 мая 2015      | Рим, Италия                | Грунт      | Марк Лопес       | Пабло Куэвас Давид Марреро           | 4-6 5-7            |
| 16. | 24 апреля 2016   | Барселона, Испания (2)     | Грунт      | Пабло Куэвас     | Боб Брайан Майк Брайан               | 5-7 5-7            |
| 17. | 15 апреля 2017   | Марракеш, Марокко          | Грунт      | Марк Лопес       | Доминик Инглот Мате Павич            | 4-6 6-2 [9-11]     |
| 18. | 21 мая 2017      | Рим, Италия (2)            | Грунт      | Иван Додиг       | Николя Маю Пьер-Юг Эрбер             | 6-4 4-6 [3-10]     |
| 19. | 5 ноября 2017    | Париж, Франция (2)         | Хард (зал) | Иван Додиг       | Лукаш Кубот Марсело Мело             | 6-7(3) 6-3 [6-10]  |
| 20. | 6 сентября 2019  | Открытый чемпионат США (2) | Хард       | Орасио Себальос  | Хуан Себастьян Кабаль Роберт Фара    | 4-6 5-7            |
| 21. | 13 сентября 2020 | Кицбюэль, Австрия          | Грунт      | Орасио Себальос  | Остин Крайчек Франко Шкугор          | 6-7(5) 5-7         |
| 22. | 20 марта 2021    | Акапулько, Мексика (2)     | Хард       | Орасио Себальос  | Кен Скупски Нил Скупски              | 6-7(3) 4-6         |
| 23. | 11 июля 2021     | Уимблдон                   | Трава      | Орасио Себальос  | Никола Мектич Мате Павич             | 4-6 6-7(5) 6-2 5-7 |
| 24. | 27 мая 2023      | Женева, Швейцария          | Грунт      | Орасио Себальос  | Майкл Винус Джейми Маррей            | 6-7(6) 6-7(3)      |
| 25. | 15 июля 2023     | Уимблдон (2)               | Трава      | Орасио Себальос  | Уэсли Колхоф Нил Скупски             | 4-6 4-6            |
| 26. | 19 ноября 2023   | Итоговый турнир ATP        | Хард (зал) | Орасио Себальос  | Раджив Рам Джо Солсбери              | 3-6 4-6            |
| 27. | 13 января 2024   | Окленд, Новая Зеландия     | Хард       | Орасио Себальос  | Уэсли Колхоф Никола Мектич           | 3-6 7-6(5) [7-10]  |
| 28. | 26 февраля 2024  | Буэнос-Айрес, Аргентина    | Грунт      | Орасио Себальос  | Симоне Болелли Андреа Вавассори      | 2-6 6-7(6)         |
| 29. | 15 марта 2024    | Индиан-Уэлс, США           | Хард       | Орасио Себальос  | Уэсли Колхоф Никола Мектич           | 6-7(2) 6-7(4)      |

### Финалы челленджеров и фьючерсов в парном разряде (40)

#### Победы (32)
| №   | Дата             | Турнир                               | Покрытие   | Партнёр                  | Соперники в финале                                   | Счёт           |
| 1.  | 22 августа 2004  | Ирун, Испания                        | Грунт      | Валентин Санон           | Марк Форнель Местрес Иван Эскедеро Андреу            | 6-2 6-0        |
| 2.  | 28 августа 2004  | Сантандер, Испания                   | Грунт      | Валентин Санон           | Давид Марреро Пабло Сантос Гонсалес                  | Без игры       |
| 3.  | 26 сентября 2004 | Мадрид, Испания                      | Хард       | Комлави Логло            | Марко Мирнегг Марко Нойнтайбл                        | 6-4 6-0        |
| 4.  | 10 октября 2004  | Эль-Эхидо, Испания                   | Хард       | Адриан Кручат            | Марк Рокафорт Дольс Хавьер Руис Гонсалес             | 6-3 6-3        |
| 5.  | 20 февраля 2005  | Тотана, Испания                      | Хард       | Марк Форнель Местрес     | Филип Урбан Мариуш Цай                               | 6-2 6-3        |
| 6.  | 7 августа 2005   | Сеговия, Испания                     | Хард       | Алекс Лопес Морон        | Даниэле Браччали Урос Вико                           | 6-4 6-2        |
| 7.  | 9 октября 2005   | Эль-Эхидо, Испания                   | Хард       | Давид Марреро            | Маркос Хименес Летрадо Хуан Мигель Суч Перес         | 6-4 6-4        |
| 8.  | 20 ноября 2005   | Лас-Пальмас-де-Гран-Канария, Испания | Хард       | Давид Марреро            | Антонио Бальдельоу Эстева Хосе Луис Мугуруса         | 6-1 6-3        |
| 9.  | 19 марта 2006    | Фару, Португалия                     | Хард       | Алессандро да Кол        | Барт Бекс Матве Мидделкоп                            | 6-4 3-6 6-2    |
| 10. | 26 марта 2006    | Лагуш, Португалия                    | Хард       | Руй Машаду               | Себастьян Фитц Франко Шкугор                         | 6-1 6-1        |
| 11. | 4 июня 2006      | Турин, Италия                        | Грунт      | Марк Лопес               | Леонардо Адзаро Флавио Чиполла                       | 6-4 6-3        |
| 12. | 16 июля 2006     | Мантуя, Италия                       | Грунт      | Пабло Андухар            | Алессандро Мотти Даниэль Муньос де ла Нава           | 6-3 5-7 [10-7] |
| 13. | 12 августа 2006  | Виго, Испания                        | Грунт      | Пабло Андухар            | Огустин Женсс Орасио Себальос                        | 7-6(4) 6-1     |
| 14. | 16 сентября 2006 | Севилья, Испания                     | Грунт      | Пабло Андухар            | Хьюго Армандо Карлос Поч Градин                      | 4-6 6-3 [10-8] |
| 15. | 1 октября 2006   | Братислава, Словакия                 | Грунт      | Флавио Чиполла           | Давид Марреро Пабло Сантос Гонсалес                  | 7-6(2) 6-4     |
| 16. | 1 апреля 2007    | Неаполь, Италия                      | Грунт      | Флавио Чиполла           | Алессио ди Мауро Марко Круньола                      | 6-4 6-2        |
| 17. | 5 мая 2007       | Рим, Италия                          | Грунт      | Флавио Чиполла           | Стефано Гальвани Мануэль Хоркера                     | 3-6 6-1 [11-9] |
| 18. | 12 мая 2007      | Маспаломас, Испания                  | Грунт      | Марк Лопес               | Леонардо Адзаро Райнер Эйтцингер                     | 3-6 6-1 [10-3] |
| 19. | 5 августа 2007   | Тимишоара, Румыния                   | Грунт      | Сантьяго Вентура         | Лазарь Магдинчев Предраг Русевски                    | 6-1 6-4        |
| 20. | 15 сентября 2007 | Севилья, Испания                     | Грунт      | Сантьяго Вентура         | Мигель Перес Пуигдоменек Хосе Антонио Санчес де Луна | 6-3 6-3        |
| 21. | 30 сентября 2007 | Бухарест, Румыния                    | Грунт      | Сантьяго Вентура         | Флорин Мерджа Хория Текэу                            | 6-2 6-1        |
| 22. | 7 октября 2007   | Таррагона, Испания                   | Грунт      | Сантьяго Вентура         | Пабло Андухар Даниэль Муньос де ла Нава              | 6-4 7-6(3)     |
| 23. | 28 октября 2007  | Белу-Оризонти, Бразилия              | Грунт      | Сантьяго Вентура         | Адриан Гарсия Леонардо Майер                         | 6-3 6-3        |
| 24. | 30 марта 2008    | Барлетта, Италия                     | Грунт      | Флавио Чиполла           | Оливер Марах Михал Мертиняк                          | 6-3 2-6 [11-9] |
| 25. | 6 декабря 2009   | Ханты-Мансийск, Россия               | Хард (зал) | Херард Гранольерс Пуйоль | Евгений Кириллов Андрей Кузнецов                     | 6-3 6-2        |
| 26. | 5 июня 2010      | Простеёв, Чехия                      | Грунт      | Давид Марреро            | Юхан Брунстрём Жан-Жюльен Ройер                      | 3-6 6-4 [10-6] |
| 27. | 10 июля 2010     | Пособланко, Испания                  | Хард       | Херард Гранольерс Пуйоль | Брайан Баттистоун Филип Прпич                        | 6-4 4-6 [10-4] |
| 28. | 7 января 2018    | Бангкок, Таиланд                     | Хард       | Херард Гранольерс Пуйоль | Зденек Колар Гонсалу Оливейра                        | 6-3 7-6(6)     |
| 29. | 3 февраля 2018   | Берни, Австралия                     | Хард       | Херард Гранольерс Пуйоль | Эван Кинг Макс Шнур                                  | 7-6(8) 6-2     |
| 30. | 29 июля 2018     | Бингемтон, США                       | Хард       | Херард Гранольерс Пуйоль | Алехандро Гомес Кайо Сильва                          | 7-6(2) 6-4     |
| 31. | 9 июня 2019      | Сербитон, Великобритания             | Трава      | Бен Маклахлан            | Квон Сунво Рамкумар Раманатхан                       | 4-6 6-3 [10-2] |
| 32. | 16 марта 2025    | Финикс, США                          | Хард       | Орасио Себальос          | Остин Крайчек Раджив Рам                             | 6-3 7-6(2)     |

#### Поражения (8)
| №  | Дата             | Турнир                  | Покрытие | Партнёр                  | Соперники в финале                      | Счёт               |
| 1. | 15 февраля 2004  | Мурсия, Испания         | Грунт    | Марк Форнель Местрес     | Николас Альмагро Роберто Менендес Ферре | 5-7 4-6            |
| 2. | 14 октября 2006  | Барселона, Испания      | Грунт    | Пабло Андухар            | Томас Беренд Флавио Чиполла             | 3-6 2-6            |
| 3. | 4 ноября 2006    | Аракажу, Бразилия       | Грунт    | Томас Беренд             | Максимо Гонсалес Серхио Ройтман         | 6-7(6) 6-3 [6-10]  |
| 4. | 12 ноября 2006   | Буэнос-Айрес, Аргентина | Грунт    | Томас Беренд             | Андре Гем Флавио Саретта                | 1-6 4-6            |
| 5. | 21 октября 2007  | Богота, Колумбия        | Грунт    | Сантьяго Вентура         | Томас Беллуччи Бруно Соарес             | 4-6 6-4 [9-11]     |
| 6. | 4 ноября 2007    | Монтевидео, Уругвай     | Грунт    | Сантьяго Вентура         | Пабло Куэвас Луис Орна                  | Без игры           |
| 7. | 19 сентября 2010 | Тоди, Италия            | Грунт    | Херард Гранольерс Пуйоль | Алессио ди Мауро Флавио Чиполла         | 1-6 4-6            |
| 8. | 15 июля 2018     | Виннипег, Канада        | Хард     | Херард Гранольерс Пуйоль | Сем Вербек Марк-Андреа Хюслер           | 7-6(5) 3-6 [12-14] |

### Финалы командных турниров (3)

#### Победы (2)
| №  | Год  | Турнир           | Команда                                                         | Соперник в финале                              | Счёт |
| 1. | 2011 | Кубок Дэвиса     | Испания Не играл в финале                                       | Аргентина Монако, дель Потро, Налбандян, Шванк | 3-1  |
| 2. | 2019 | Кубок Дэвиса (2) | Испания Р.Баутиста, М.Гранольерс, П.Карреньо, Ф.Лопес, Р.Надаль | Канада Ф.Оже, В.Поспишил, Д.Шаповалов          | 2-0  |

#### Поражение (1)
| №  | Год  | Турнир       | Команда                                                 | Соперник в финале            | Счёт |
| 1. | 2012 | Кубок Дэвиса | Испания Д. Феррер, Н. Альмагро, М. Гранольерс, М. Лопес | Чехия Р. Штепанек, Т. Бердых | 2-3  |

## История выступлений на турнирах
По состоянию на 28 апреля 2025 года
Для того, чтобы предотвратить неразбериху и удваивание счета, информация в этой таблице корректируется только по окончании турнира или по окончании участия там данного игрока.
| Турнир                       | 2006          | 2007          | 2008          | 2009                    | 2010                    | 2011                    | 2012                    | 2013                    | 2014                    | 2015                    | 2016                    | 2017                    | 2018                    | 2019                    | Итог   | В/П за карьеру |
| ---------------------------- | ------------- | ------------- | ------------- | ----------------------- | ----------------------- | ----------------------- | ----------------------- | ----------------------- | ----------------------- | ----------------------- | ----------------------- | ----------------------- | ----------------------- | ----------------------- | ------ | -------------- |
| Турниры Большого шлема       |               |               |               |                         |                         |                         |                         |                         |                         |                         |                         |                         |                         |                         |        |                |
| Открытый чемпионат Австралии | -             | -             | 1Р            | 2Р                      | 2Р                      | 1Р                      | 2Р                      | 2Р                      | 1Р                      | 2Р                      | 2Р                      | 1Р                      | -                       | 1Р                      | 0 / 11 | 6-11           |
| Открытый чемпионат Франции   | -             | К             | 2Р            | 1Р                      | 2Р                      | 2Р                      | 4Р                      | 1Р                      | 4Р                      | 2Р                      | 4Р                      | 1Р                      | К                       | -                       | 0 / 10 | 12-10          |
| Уимблдонский турнир          | 1Р            | К             | 1Р            | 2Р                      | 2Р                      | 1Р                      | 1Р                      | 1Р                      | 2Р                      | 2Р                      | 2Р                      | 1Р                      | К                       | 2Р                      | 0 / 12 | 6-12           |
| Открытый чемпионат США       | -             | К             | 1Р            | 2Р                      | 2Р                      | 3Р                      | 2Р                      | 4Р                      | 3Р                      | 2Р                      | 2Р                      | -                       | 1Р                      | 1Р                      | 0 / 11 | 12-11          |
| Итог                         | 0 / 1         | 0 / 0         | 0 / 4         | 0 / 4                   | 0 / 4                   | 0 / 4                   | 0 / 4                   | 0 / 4                   | 0 / 4                   | 0 / 4                   | 0 / 4                   | 0 / 3                   | 0 / 1                   | 0 / 3                   | 0 / 44 |                |
| В/П в сезоне                 | 0-1           | 0-0           | 1-4           | 3-4                     | 4-4                     | 3-4                     | 5-4                     | 4-4                     | 6-4                     | 4-4                     | 5-4                     | 0-3                     | 0-1                     | 1-3                     |        | 36-44          |
| Турниры Мастерс              |               |               |               |                         |                         |                         |                         |                         |                         |                         |                         |                         |                         |                         |        |                |
| Индиан-Уэлс                  | -             | -             | -             | 1Р                      | -                       | 1Р                      | 3Р                      | 1Р                      | -                       | 1Р                      | 2Р                      | 2Р                      | -                       | -                       | 0 / 7  | 2-7            |
| Майами                       | -             | -             | -             | -                       | -                       | 4Р                      | 2Р                      | 2Р                      | 1Р                      | 1Р                      | 2Р                      | 1Р                      | -                       | К                       | 0 / 7  | 4-7            |
| Монте-Карло                  | -             | К             | -             | 2Р                      | 1Р                      | 1Р                      | 1Р                      | 2Р                      | 1Р                      | 2Р                      | 1/4                     | 1Р                      | К                       | -                       | 0 / 9  | 5-9            |
| Мадрид                       | -             | -             | 2Р            | 1Р                      | 1Р                      | 2Р                      | 2Р                      | 1Р                      | 1Р                      | 3Р                      | 2Р                      | 1Р                      | К                       | К                       | 0 / 10 | 5-10           |
| Рим                          | -             | -             | -             | 1Р                      | 1Р                      | К                       | 3Р                      | 1/4                     | 2Р                      | 1Р                      | -                       | -                       | -                       | -                       | 0 / 6  | 6-6            |
| Монреаль/Торонто             | -             | -             | -             | -                       | -                       | -                       | 1/4                     | 2Р                      | 1Р                      | -                       | -                       | -                       | -                       | К                       | 0 / 3  | 4-3            |
| Цинциннати                   | -             | -             | -             | -                       | -                       | -                       | 1Р                      | 2Р                      | 1Р                      | -                       | 2Р                      | -                       | -                       | -                       | 0 / 4  | 2-4            |
| Шанхай                       | Не проводился | Не проводился | Не проводился | -                       | -                       | 1Р                      | -                       | 2Р                      | 1Р                      | -                       | 3Р                      | -                       | -                       | К                       | 0 / 4  | 3-4            |
| Париж                        | -             | -             | 2Р            | -                       | 1Р                      | 1Р                      | 2Р                      | 2Р                      | -                       | 1Р                      | -                       | -                       | -                       | -                       | 0 / 6  | 2-6            |
| Гамбург                      | -             | -             | 1Р            | Не турнир серии мастерс | Не турнир серии мастерс | Не турнир серии мастерс | Не турнир серии мастерс | Не турнир серии мастерс | Не турнир серии мастерс | Не турнир серии мастерс | Не турнир серии мастерс | Не турнир серии мастерс | Не турнир серии мастерс | Не турнир серии мастерс | 0 / 1  | 0-1            |
| Статистика за карьеру        |               |               |               |                         |                         |                         |                         |                         |                         |                         |                         |                         |                         |                         |        |                |
| Проведено финалов            | 0             | 0             | 1             | 0                       | 1                       | 2                       | 1                       | 1                       | 1                       | 0                       | 0                       | 0                       | 0                       | 0                       |        | 7              |
| Выиграно турниров АТП        | 0             | 0             | 1             | 0                       | 0                       | 2                       | 0                       | 1                       | 0                       | 0                       | 0                       | 0                       | 0                       | 0                       |        | 4              |
| В/П: всего                   | 0-2           | 2-2           | 15-20         | 16-25                   | 21-22                   | 27-25                   | 23-23                   | 27-24                   | 19-28                   | 14-21                   | 21-25                   | 4-17                    | 5-4                     | 8-12                    |        | 202-250        |
| Σ % побед                    | 0 %           | 50 %          | 43 %          | 39 %                    | 49 %                    | 52 %                    | 50 %                    | 53 %                    | 40 %                    | 40 %                    | 46 %                    | 19 %                    | 56 %                    | 40 %                    |        | 45 %           |

К — проигрыш в квалификационном турнире.
| Турнир                       | 2007  | 2008  | 2009          | 2010          | 2011          | 2012  | 2013          | 2014          | 2015          | 2016  | 2017          | 2018          | 2019          | 2020          | 2021          | 2022          | 2023  | 2024   | 2025  | Итог   | В/П за карьеру |
| ---------------------------- | ----- | ----- | ------------- | ------------- | ------------- | ----- | ------------- | ------------- | ------------- | ----- | ------------- | ------------- | ------------- | ------------- | ------------- | ------------- | ----- | ------ | ----- | ------ | -------------- |
| Турниры Большого шлема       |       |       |               |               |               |       |               |               |               |       |               |               |               |               |               |               |       |        |       |        |                |
| Открытый чемпионат Австралии | -     | 2Р    | 1Р            | 2Р            | 3Р            | 1Р    | 1/2           | 2Р            | 1Р            | 1/2   | 1/4           | 2Р            | 1Р            | 3Р            | 1Р            | 1/2           | 1/2   | 3Р     | -     | 0 / 17 | 29-17          |
| Открытый чемпионат Франции   | 2Р    | 2Р    | 2Р            | 1Р            | 2Р            | 1Р    | 1/4           | Ф             | 1Р            | 1/4   | 1/4           | 2Р            | 1Р            | 3Р            | 2Р            | 1/2           | 1/2   | 1/2    |       | 0 / 18 | 34-17          |
| Уимблдонский турнир          | 1Р    | 1/4   | 1Р            | 1/4           | 3Р            | 1Р    | 1Р            | 3Р            | 2Р            | 3Р    | 3Р            | 2Р            | 1Р            | НП            | Ф             | -             | Ф     | 1/2    |       | 0 / 16 | 29-16          |
| Открытый чемпионат США       | 2Р    | 1Р    | 2Р            | 1/2           | 3Р            | 1/2   | 3Р            | Ф             | 3Р            | 1Р    | 3Р            | 3Р            | Ф             | 1Р            | 1/4           | 1Р            | 3Р    | 1/4    |       | 0 / 18 | 38-16          |
| Итог                         | 0 / 3 | 0 / 4 | 0 / 4         | 0 / 4         | 0 / 4         | 0 / 4 | 0 / 4         | 0 / 4         | 0 / 4         | 0 / 4 | 0 / 4         | 0 / 4         | 0 / 4         | 0 / 3         | 0 / 4         | 0 / 3         | 0 / 4 | 0 / 4  | 0 / 0 | 0 / 69 |                |
| В/П в сезоне                 | 2-3   | 5-4   | 2-3           | 8-4           | 7-2           | 4-4   | 9-4           | 14-4          | 3-4           | 9-4   | 10-4          | 5-4           | 5-4           | 4-3           | 9-4           | 8-3           | 15-4  | 12-4   | 0-0   |        | 130-66         |
| Олимпийские игры             |       |       |               |               |               |       |               |               |               |       |               |               |               |               |               |               |       |        |       |        |                |
| Летняя олимпиада             | НП    | -     | Не проводился | Не проводился | Не проводился | 1Р    | Не проводился | Не проводился | Не проводился | -     | Не проводился | Не проводился | Не проводился | Не проводился | -             | НП            | НП    | 2Р     | НП    | 0 / 2  | 1-2            |
| Итоговые турниры             |       |       |               |               |               |       |               |               |               |       |               |               |               |               |               |               |       |        |       |        |                |
| Итоговый турнир ATP          | -     | -     | -             | -             | -             | П     | группа        | группа        | -             | -     | группа        | -             | -             | 1/2           | 1/2           | группа        | Ф     | группа |       | 1 / 9  | 14-18          |
| Турниры серии Мастерс        |       |       |               |               |               |       |               |               |               |       |               |               |               |               |               |               |       |        |       |        |                |
| Индиан-Уэлс                  | -     | -     | -             | -             | 1Р            | 2Р    | 2Р            | -             | 2Р            | 1Р    | 1Р            | -             | -             | НП            | 1Р            | 2Р            | 1Р    | Ф      | 1Р    | 0 / 11 | 7-11           |
| Майами                       | -     | -     | -             | -             | 1Р            | 2Р    | 1/2           | 1Р            | 1Р            | 2Р    | 1/4           | -             | 2Р            | НП            | 1Р            | 1/4           | 1Р    | 1/2    | 1Р    | 0 / 13 | 13-13          |
| Монте-Карло                  | -     | -     | -             | 1Р            | 1/4           | 1/2   | 2Р            | 1Р            | 1/4           | 1Р    | 1/4           | 1/4           | 1Р            | НП            | 1/2           | 1/4           | 1Р    | 1/2    | 1Р    | 0 / 15 | 13-14          |
| Мадрид                       | -     | 1/4   | 1/4           | 1/2           | 2Р            | 1/4   | 2Р            | 2Р            | 1/2           | 2Р    | 1/4           | 2Р            | 1Р            | НП            | П             | 1/4           | 1Р    | 1/2    |       | 1 / 16 | 23-14          |
| Рим                          | -     | -     | -             | 1/4           | -             | П     | 1/4           | 2Р            | Ф             | 1/4   | Ф             | 1/2           | -             | П             | 1/4           | -             | 1/2   | П      |       | 3 / 12 | 35-9           |
| Монреаль/Торонто             | -     | -     | -             | -             | -             | Ф     | 1/4           | 1/4           | -             | -     | -             | -             | П             | НП            | -             | 1/4           | 1/2   | П      |       | 2 / 7  | 18-5           |
| Цинциннати                   | -     | -     | -             | -             | -             | 1/4   | Ф             | 2Р            | -             | 2Р    | -             | -             | -             | 1/4           | П             | 1/4           | 1Р    | 1/2    |       | 1 / 9  | 14-8           |
| Шанхай                       | НП    | НП    | -             | -             | 2Р            | -     | 1/4           | 1/2           | -             | 1/4   | 1/4           | -             | 2Р            | Не проводился | Не проводился | Не проводился | П     | 2Р     |       | 1 / 8  | 14-7           |
| Париж                        | -     | -     | Ф             | 1Р            | -             | -     | 1/4           | 1/2           | 2Р            | -     | Ф             | П             | 2Р            | -             | -             | 2Р            | 1/4   | 2Р     |       | 1 / 11 | 16-10          |
| Статистика за карьеру        |       |       |               |               |               |       |               |               |               |       |               |               |               |               |               |               |       |        |       |        |                |
| Проведено финалов            | 0     | 1     | 5             | 4             | 3             | 7     | 1             | 3             | 1             | 4     | 5             | 1             | 3             | 4             | 4             | 1             | 4     | 5      | 1     | 57     |                |
| Выиграно турниров            | 0     | 0     | 3             | 2             | 1             | 3     | 0             | 1             | 0             | 3     | 2             | 1             | 2             | 3             | 2             | 1             | 1     | 2      | 1     | 28     |                |
| В/П: всего                   | 8-7   | 19-23 | 33-17         | 34-21         | 32-17         | 43-22 | 31-23         | 38-24         | 15-18         | 35-16 | 36-21         | 20-15         | 28-19         | 24-8          | 28-15         | 25-21         | 38-23 | 45-20  | 4-4   |        | 536-334        |
| Σ % побед                    | 53 %  | 45 %  | 66 %          | 62 %          | 65 %          | 66 %  | 57 %          | 61 %          | 45 %          | 69 %  | 63 %          | 57 %          | 60 %          | 75 %          | 65 %          | 54 %          | 62 %  | 69 %   | 50 %  |        | 62 %           |

НП — турнир не проводился.